# Left 4 Dead 2
Left 4 Dead 2 – gra komputerowa z gatunku first-person shooter wyprodukowana i wydana w 2009 roku przez Valve Corporation. Jest to kontynuacja gry Left 4 Dead. Akcja gry rozgrywa się w świecie opanowanym przez zombie. Gracz kieruje jednym z czterech ocalałych ludzi, którzy poprzez współpracę starają się przeżyć i dojść do punktu ewakuacji. Do października 2012 roku seria gier Left 4 Dead sprzedała się w 12 milionach kopii.

## Fabuła
Akcja tak samo jak w pierwszej części rozgrywa się w świecie opanowanym przez zombie - ludzi zarażonych niezidentyfikowaną chorobą. W grze można kierować jednym z czterech Ocalałych (naturalnie uodpornionych na wirusa), którzy połączyli się w grupę i próbują przeżyć. Zachowanie i pojawianie się Zarażonych jest kontrolowane przez sztuczną inteligencję dostosowującą się do poczynań graczy. 
W grze występuje czterech bohaterów. Są to: hazardzista Nick, Coach - były trener szkolnej drużyny piłki nożnej który doznał kontuzji kolana, Ellis mechanik i Rochelle - reporterka lokalnej stacji telewizyjnej, która została wysłana na reportaż do miasta Savannah, znanego z pierwszej kampanii.
Wszyscy są naturalnie uodpornieni na wirusa, który zdziesiątkował ludzkość zamieniając ją w zombie. Można nimi sterować, lub zostawić to sztucznej inteligencji.

### Kampanie
Gra zawiera w sumie 12 kampanii (pięć z nich zostało przeniesionych z części pierwszej), po trzy, cztery lub pięć etapów każda. Poszczególne etapy oddzielone są tzw. "kryjówkami", czyli miejscami, w których Zarażeni nie mają dostępu do Ocalonych. Można tam znaleźć apteczki oraz uzbrojenie.

## Rozgrywka

### Tryby gry
Gra oferuje różne tryby rozgrywki, takie jak: Kampania, Kontra, Przetrwanie, Poszukiwacz, Realizm oraz tryb dla jednego gracza.

## Dodatek
W marcu 2010 roku ukazał się dodatek do Left 4 Dead 2 o nazwie The Passing, zawierający nową kampanie, w której bohaterowie pierwszej oraz drugiej części spotkali się. Zapowiadano go na platformę Xbox 360 22 marca, natomiast na platformie Steam pojawił się jako aktualizacja 23 kwietnia. Pojawił się również dodatek o nazwie The Sacrifice w której gramy bohaterami znanymi z Left 4 Dead.

## Komiks
Przy okazji premiery The Sacrifice, Valve wypuściło komiks internetowy o tym samym tytule. Przedstawia on historię Ocalałych z pierwszej części Left 4 Dead przed wydarzeniami przedstawionymi w dodatku The Sacrifice.

## Odbiór gry
Left 4 Dead 2 uzyskała głównie pozytywne recenzje, uzyskując średnią ocen wynoszącą 89% według agregatora Game Rankings.